# Europe Live
| Críticas profissionais | Críticas profissionais |
| Avaliações da crítica  | Avaliações da crítica  |
| Fonte                  | Avaliação              |
| ---------------------- | ---------------------- |
| Examiner               | [ 1 ]                  |

Europe Live é o quarto álbum ao vivo, e o décimo-terceiro álbum, do guitarrista estadunidense Eric Johnson. O disco foi lançado em 23 de junho de 2014, com o selo Provogue Records.
Como o próprio nome diz, o álbum foi gravado ao vivo durante sua turnê pela Europa - há faixas gravadas na Holanda, na Alemanha e na França.
Entre as músicas, tem-se a faixa inédita "Evinrude Fever", a cover "Mr. P.C.", de John Coltrane, além de "Zenland" e "Last House On The Block", presentes no álbum Live and Beyond (do seu projeto paralelo Alien Love Child).

## Faixas
Todas as músicas compostas por Eric Johnson, exceto "Zenland" (por Eric Johnson e Bill Maddox) e "Mr. P.C." (por John Coltrane).
| N.º            | Título                    | Compositor(es)            | Duração |  |
| 1.             | "Intro"                   |                           | 1:54    |  |
| 2.             | "Zenland"                 |                           | 4:22    |  |
| 3.             | "Austin"                  |                           | 4:07    |  |
| 4.             | "Forty Mile Town"         |                           | 4:58    |  |
| 5.             | "Mr. P.C."                | John Coltrane             | 9:38    |  |
| 6.             | "Manhattan"               |                           | 4:50    |  |
| 7.             | "Zap"                     |                           | 6:12    |  |
| 8.             | "Song For Life"           |                           | 3:01    |  |
| 9.             | "Fatdaddy"                |                           | 2:45    |  |
| 10.            | "Last House On The Block" | Eric Johnson, Bill Maddox | 11:32   |  |
| 11.            | "Interlude"               |                           | 2:00    |  |
| 12.            | "Cliffs of Dover"         |                           | 5:39    |  |
| 13.            | "Evinrude Fever"          |                           | 3:47    |  |
| 14.            | "Sun Reprise"             |                           | 5:49    |  |
| Duração total: | Duração total:            | Duração total:            | 70:35   |  |

## Créditos Musicais
- Eric Johnson - Guitarras e voz
- Chris Maresh - Baixo
- Wayne Salzmann - Baterias

## Desempenho nas Paradas Musicais

### Álbum
| Ano  | Ranking          | Posição | Ref.  |
| ---- | ---------------- | ------- | ----- |
| 2014 | Top Blues Albums | #1      | [ 5 ] |
| 2014 | Oricon           | #123    | [ 6 ] |